# James A. Pawelzyk
James Anthony Pawelczyk dit Jim Pawelczyk est un astronaute américain né le 20 septembre 1960.

## Vols réalisés
Il effectue un unique vol le 17 avril 1998, à bord de la mission Columbia STS-90, en tant que spécialiste de charge utile.